# Фазово-контрастная микроскопия

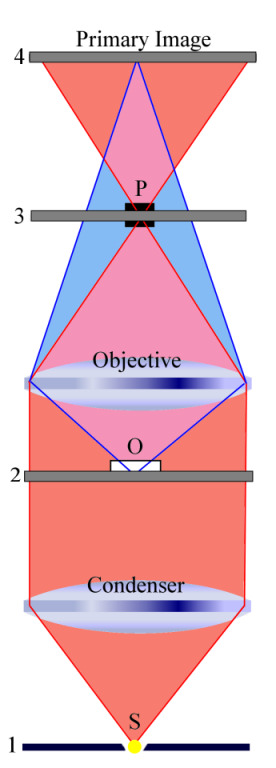
Схема фазово-контрастного микроскопа.
1. Кольцо конденсора
2. Предметная плоскость
3. Фазовое кольцо
4. Первичное изображение.
P — фазовая пластинка.
В отличие от опорного света, рассеянный на образце предметный свет, в областях, изображённых синим, минует фазовую пластинку, таким образом длина его оптического пути другая.

Фазово-контрастная микроскопия — метод получения изображений в оптических микроскопах, при котором сдвиг фаз электромагнитной волны трансформируется в контраст интенсивности. Используется для получения изображений прозрачных объектов. Фазово-контрастную микроскопию изобрёл Фриц Цернике, за что получил Нобелевскую премию за 1953 год.

## Принцип действия
Для получения фазовоконтрастного изображения свет от источника разбивается на два когерентных световых луча, один из них называют опорным, другой предметным, которые проходят разные оптические пути. Микроскоп юстируют таким образом, чтобы в фокальной плоскости, где формируется изображение, интерференция между этими двумя лучами гасила бы их.

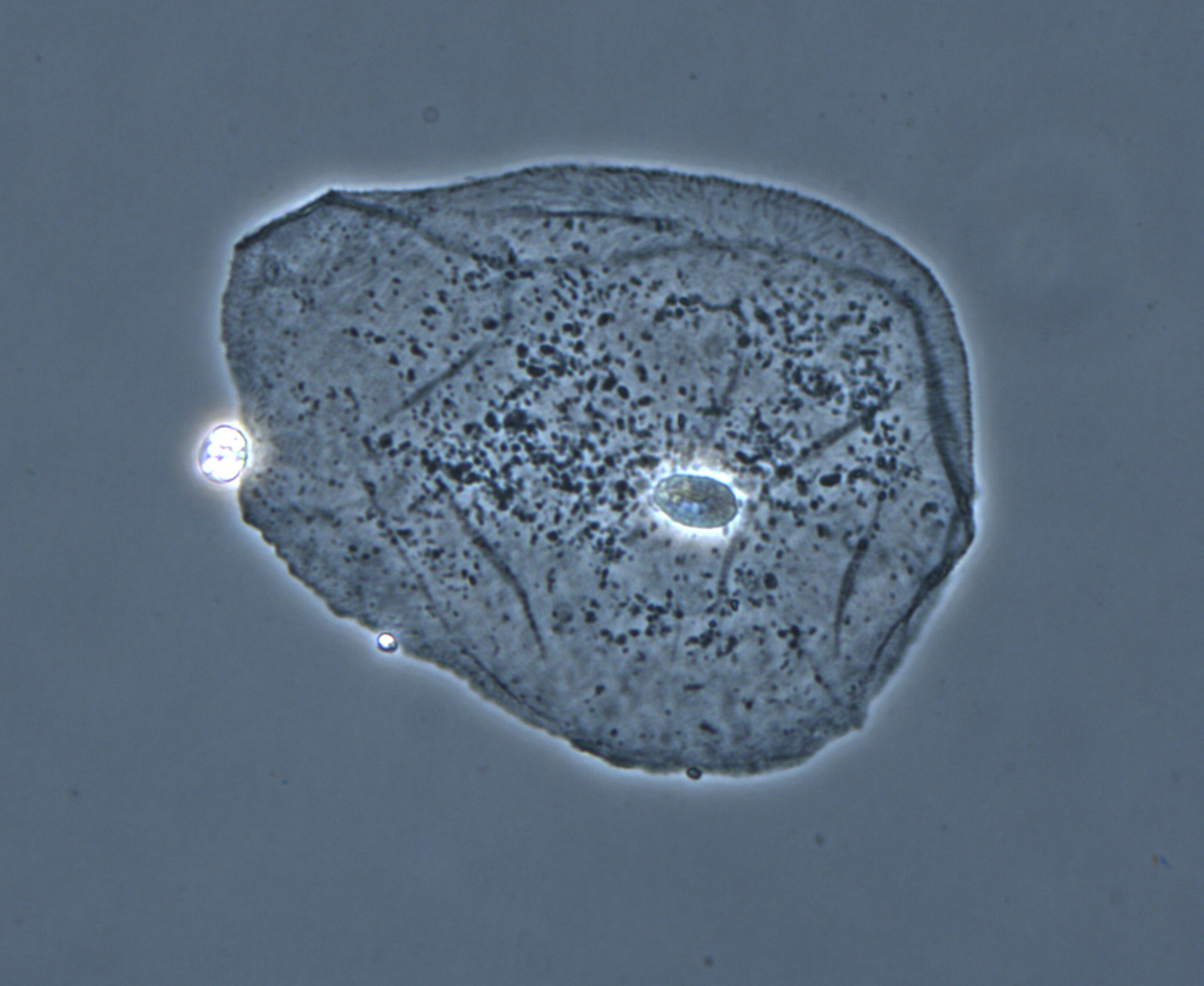
Изображение клетки в фазово-контрастном микроскопе

Длину оптического пути изменяют с помощью так называемой фазовой пластинки, расположенной на фазовом кольце. Когда на пути одного из лучей находится образец, преломление света в нём изменяет оптический путь, а, следовательно, и фазу, что изменяет условия интерференции.
Фазово-контрастная микроскопия особенно популярна в биологии, поскольку не требует предварительного окрашивания клетки, из-за которого та может погибнуть.

## История открытия
Голландский физик, математик и химик Фриц Цернике в 1930 году начал работать в области оптики. В этом же году он открыл фазово-контрастный метод. В течение 1930—1940-х годов Цернике внёс свой вклад и в другие направления оптики, в то время как фазово-контрастный метод не был замечен широкими кругами учёных. Новый метод оставался вне поля зрения научного сообщества вплоть до Второй мировой войны, когда во время немецкой оккупации Голландии открытие Цернике было использовано для создания первых фазово-контрастных микроскопов. В течение войны многие производители стали выпускать фазово-контрастные микроскопы, и они стали широко применяться в биологических и медицинских исследованиях.